# Adam Mickiewicz
Adam Bernard Mickiewicz, poljski romantični pesnik, esejist, publicist   in dramatik, * 24. december 1798, Zaosie, Nowogródek, † 26. november 1855, Konstantinopel. Obravnavan je kot eden treh poljskih pesnikov prerokov (Trzej Wieszcze: Adam Mickiewicz, Juliusz Słowacki, Zygmunt Krasiński) in je glavni predstavnik romantike na Poljskem. 
Najbolj znan je po svoji poetični drami Dziady (Praznik mrtvih) in nacionalni epski pesnitvi Pan Tadeusz (Gospod Tadej). Ostali pomembni deli sta Konrad Wallenrod in Grażyna.

## Življenje
Adam Mickiewicz se je rodil 24. decembra 1798 na območju današnje Belorusije. Oče Nikolaj in mama Barbara Mickiewicz sta bila del plemiške družbe (szlachta) na Poljskem. Oče je bil odvetnik na novogrodskem sodišču, vendar se je kot obubožan plemič leta 1794 pridružil Kościuszkovi vstaji, ki se je končala s poljskim porazom. Ta narodna nesreča je prizadela družino, saj so morali odplačevati odškodnino, vendar so kmalu podedovali ozemlje v Zaosiu, kjer so potem živeli nekaj let. Tako je Mickiewicz otroška leta preživel med malim podeželskim plemstvom, pri katerem je spoznaval ljudske motive, ki jih je je kasneje uporabljal v svojih delih.
Od leta 1807 do leta 1815 je obiskoval dominikansko šolo v Naugardukasu, kjer se je učil tudi klasične poetike. Leta 1815 se je vpisal na univerzo v Vilni, sprva na naravoslovni oddelek, vendar se je kmalu prepisal na oddelek za književnost.
Še kot študent se je leta 1817 pridružil društvu filomatov, kjer so sprva brali in ocenjevali svoja dela, pozneje pa so postajali vse radikalnejši. Imeli so močna prepričanja o nujnosti samostojnosti Poljske, kar v času ruske nadoblasti ni bilo dovoljeno. Svoje namene so povzeli v geslo: domovina, znanost, krepost. Leta 1823 so tajni krožek odkrile ruske oblasti in ga ukinile, Mickiewicza in ostale člane so aretirali, nekaj profesorjev, med drugim tudi Joachim Lelewel, pa je zaradi podpore krožku izgubilo službo na univerzi. Sprva so Mickiewicza zaprli v samostan v Vilni, vendar so ga leta 1824 izgnali v Rusijo. Naslednjih pet let je preživel v Sankt Peterburgu in v Moskvi, med letoma 1824 in 1825 pa je bil na potovanju v Odesi in na Krimu. Ta potovanja so bila navdih za nastanek Krimskih sonetov, ki so bili objavljeni leto kasneje.
Mickiewicz je bil dobro sprejet v ruski intelektualni družbi, tam se je spoprijateljil med drugimi tudi z Aleksandrom Puškinom. Tudi zaradi prijateljskih vezi mu je po petih letih v izgnanstvu, leta 1829, uspelo dobiti dovoljenje, da zapusti Rusijo.
Potoval je po Nemčiji, kjer se je udeleževal Heglovih predavanj, nato po Italiji, kjer se je leta 1830 ustalil v Rimu. Tam je izvedel za novembrsko vstajo 1830 na Poljskem, vendar se je ni udeležil.
Leta 1832 je prispel v Pariz, kjer je bil aktiven v emigracijskih krožkih in kjer je tudi objavil tretji del drame Dziady. Leta 1834 je objavil svojo epsko pesnitev z naslovom Pan Tadeusz, ki je zaznamovala konec obdobja njegovega aktivnega ustvarjanja. 
Leta 1834 se je v Parizu poročil s Celino Szymanowsko, s katero je imel šest otrok. 
Leta 1838 je postal profesor latinske literature na akademiji v mestu Lozana v Švici, kasneje, leta 1840, pa je prevzel položaj profesorja slovanske književnosti na Collѐge de France. Ta položaj mu je uspelo obdržati le nekaj let, saj je kljub priljubljenosti kmalu izgubil službo zaradi nagnjenja k religioznemu misticizmu pod vplivom poljskega filozofa Andrzeja Towiańskega. Mesijanistični pogled se ni skladal s prepričanji katoliške cerkve v Franciji, zato so nekaj njegovih del prepovedali. 
Decembra leta 1848 mu je Jagelonska univerza v Krakovu ponudila mesto predavatelja, vendar je zaradi nasprotovanja avstrijskih oblasti ponudbo umaknila. 
Kmalu po izbruhu vojne na Krimu je Mickiewicz leta 1855 odpotoval v Konstantinopelv upanju, da bi dobil podporo turške vojske v boju proti ruski okupaciji Poljske, vendar je nepričakovano zbolel za tuberkulozo, zaradi katere je leta 1855 umrl. Istega leta so njegove posmrtne ostanke pripeljali v Francijo. Leta 1890 so ga premestili in pokopali v grobnici pod Vavelsko stolnico v Krakovu, kjer je pokopanih mnogo pomembnih poljskih osebnosti.

## Delo
Na Mickiewiczeve prve pesmi je vplival Voltaire, napisane so bile v klasičnem slogu, na primer Zima miejska (Mestna zima, 1818). Razen slednje in epske pesnitve Żywila je vsa Mickiewiczeva poezija iz študentskih let ostala v obliki rokopisa. Sprva so njegove pesnitve ostajale klasicistične, pozneje pa so bile vse bolj prepletene z elementi ljudskega pesništva. Tako je nastala tudi Oda do młodości (Oda na mladost, 1820), ki je prepojena z novimi osvobodilnimi nagnjenji. V njej pesnik slavi idealizem mladih ljudi, tovarištvo, pripravljenost žrtvovanja in ognjevito kliče k boju za novi svet.
Močna spodbuda za pesnikove ustvarjalne sile je bila ljubezen. Poleti 1819 je spoznal Marylo Wereszczak in se vanjo zaljubil, vendar zaradi razlike v premoženju ljubezen ni imela prihodnosti. Naslednjo zimo se je Maryla Wereszczak poročila, že prej pa je Mickiewiczu umrla mati. Pod vtisom teh dogodkov, ki so mu vzbujali samomorilne misli, je Mickiewicz napisal celo vrsto balad v novem, romantičnem duhu. Izšle so leta 1822 pod naslovom Poezje I (Poezije I). S to zbirko balad in romanc se začenja v poljski poeziji doba romantike. Mickiewiczev vpliv je populariziral uporabo folklore in historicizma, kar se vidi v baladi Świtezianka (Rusalka). Baladam in romancam je dodal pesem Romantyczność (Romantika). Pesem zaključuje z romantičnim geslom: Miej serce i patrzaj w serce! (Imej srce in glej v srce!).
Izgnanstvo v Moskvo mu je predstavilo kozmopolitansko okolje. V tem obdobju je napisal cikel sonetov, ki jih je izdal v zbirki Sonety (Soneti, 1826), ter delo Konrad Wallenrod (1828), oboje prvič objavljeno v Rusiji. V Sonetih so zlasti pomembni Krimski soneti, v katerih prepoznavamo pesnikovo hrepenenje po domovini.
Eno izmed najpomembnejših del, ki je izšlo v štirih delih so Dziady (Praznik mrtvih). Prolog, drugi in četrti del drame so izšli v zbirki Poezje II (Poezije II). Dziady so umrli predniki, dedje. Naslov črpa iz slovanske in baltske poganske folklore ter se nanaša na praznik mrtvih. Verjeli so, da naj bi se na ta dan duše umrlih vračale na svet živih, zato so živi za njih prirejali obrede in jim prinašali hrano. Skupno s Praznikom mrtvih je v zbirki Poezje II izšla epska pesnitev Grażyna. Snov zanjo je zajel iz srednjeveške zgodovine Litve. Idejno je delo zraslo iz pesnikovega domoljubja, nanj pa sta poleg Homerja in Tassa vplivala tudi romantika Scott in Byron.
Leta 1828 je izšla epska pesnitev Konrad Wallenrod, ki opisuje boj med križarji in pogansko Litvo, kar simbolično predstavlja boj med Rusijo in Poljsko. Zgodba vsebuje motiv zmage z zvijačo nad močnejšim nasprotnikom.
Krimski soneti (1825-1826) so cikel osemnajstih sonetov, na katere je vplivalo pesnikovo potovanje po Krimu. V sonetih so prisotni številni motivi orienta in eksotike, značilni so nostalgija, domotožje in melanholičnost, realistični opisi pokrajine se zlivajo z refleksijami in čustvi.
Pan Tadeusz (Gospod Tadej, 1834) je epska pesnitev, ki predstavlja vsakodnevno življenje poljskega plemstva. Delo meji na realizem zaradi realističnega opisovanja, ki prevladuje do desetega poglavja, nato pa postane glavna ideja romantična domoljubna želja.

### Ostala dela
- Księgi narodu polskiego i pielgrzymstwa polskiego (Knjige poljskega naroda in poljskega romarstva, 1832)
- Podróże (Potovanja, 1839)
- Liryki lozańskie (1839-1840)

### Prevodi v slovenščino
- Gražina (Matej Andrejevič Ternovec; 1909)
- Svitežanka (Matej Andrejevič Ternovec; 1910)
- Kitica Mickiewiczewih (Tine Debeljak; 1943)
- Krimski soneti (Dušan Ludvik; 1949)
- Pesmi in pesnitve (Rozka Štefan, 1967)
- Gospod Tadej (Rozka Štefan; 1974)
- Poezije (Lojze Krakar; 1994)
- Konrad Wallenrod (Rozka Štefan; 2000)